# Lauritzenia barbata
Lauritzenia barbata är en kvalsterart som beskrevs av Choi och Kim 2002. Lauritzenia barbata ingår i släktet Lauritzenia och familjen Haplozetidae. Inga underarter finns listade i Catalogue of Life.